# Омарова, Анна Александровна
А́нна Алекса́ндровна Ома́рова (род. 3 октября 1981, Пятигорск, Ставропольский край), в девичестве Толокина — российская легкоатлетка, специалистка по толканию ядра. Выступала за сборную России по лёгкой атлетике в конце 2000-х — начале 2010-х годов, победительница Кубка Европы, чемпионка и призёрка первенств национального значения, участница летних Олимпийских игр в Пекине. Представляла Московскую область и Ставропольский край. Мастер спорта России международного класса.

## Биография
Анна Толокина родилась 3 октября 1981 года в городе Пятигорске Ставропольского края.
Занималась лёгкой атлетикой в Училище олимпийского резерва в Ставрополе, проходила подготовку под руководством тренеров В. Г. Сафонова и А. В. Крохмалева. Окончила Ставропольский государственный аграрный университет по специальности «финансовый менеджмент и банковское дело» (2010) и Институт дружбы народов Кавказа по специальности «психология» (2011).
Впервые заявила о себе в толкании ядра на взрослом всероссийском уровне в сезоне 2007 года, выиграв серебряную медаль на зимнем чемпионате России в Волгограде. Попав в основной состав российской национальной сборной, выступила на чемпионате Европы в помещении в Бирмингеме, где с результатом 17,98 метра стала шестой. Позже с личным рекордом 19,69 метра одержала победу на Кубке Европы в Мюнхене, была лучшей на летнем чемпионате России в Туле, заняла восьмое место на чемпионате мира в Осаке.
В 2008 году на зимнем чемпионате России в Москве превзошла всех своих соперниц и завоевала золото, затем выступила на чемпионате мира в помещении в Валенсии, где с результатом 17,75 метра заняла седьмое место. Также стала второй на Кубке Европы по зимним метаниям в Сплите, третьей на Кубке Европы в Анси (впоследствии в связи с дисквалификацией Юлии Леонтюк переместилась в итоговом протоколе на вторую позицию). Взяла бронзу на летнем чемпионате России в Казани и по итогам этого чемпионата удостоилась права защищать честь страны на Олимпийских играх в Пекине — показала здесь результат 19,08 метра, став в финале шестой (позже в связи с дисквалификацией двух белорусских толкательниц ядра поднялась до четвёртого места).
После пекинской Олимпиады Омарова осталась в составе российской национальной сборной и продолжила принимать участие в крупнейших международных соревнованиях. Так, 2009 году она стала серебряной призёркой на зимнем чемпионате России в Москве, показала четвёртый результат на чемпионате Европы в помещении в Турине и на Кубке Европы по зимним метаниям в Пуэрто-де-ла-Крусе. На летнем чемпионате России в Чебоксарах была третьей.
В 2010 году на зимнем чемпионате России в Москве получила бронзовую награду, стала третьей в личном зачёте на Кубке Европы по зимним метаниям в Арле (в связи с дисквалификацией двух спортсменок в конечном счёте расположилась на первой строке).
В 2011 году выиграла серебряную медаль на зимнем чемпионате России в Москве. Прошла отбор на чемпионат Европы в помещении в Париже, но позднее снялась с этих соревнований. Принимала участие в чемпионате мира в Тэгу, где с результатом 18,67 метра закрыла десятку сильнейших.
В 2013 году была четвёртой на зимнем чемпионате России в Москве и на летнем чемпионате России в Москве.
На зимнем чемпионате России 2014 года в Москве взяла бронзу, тогда как на летнем чемпионате России в Казани заняла четвёртое место (позже в связи с дисквалификацией Евгении Колодко поднялась в итоговых протоколах этих соревнований до второй и третьей позиций соответственно).
В 2015 году на чемпионате России в Чебоксарах добавила в послужной список награду бронзового достоинства.
3 мая 2017 года Всероссийская федерация лёгкой атлетики сообщила о дисквалификации Анны Омаровой на два года. В её допинг-пробе, взятой на чемпионате мира 2011 года, был обнаружен туринабол. Все выступления спортсменки с 29 августа 2011 года по 28 августа 2013 года были аннулированы.